# Берньер-д’Айи
Бернье́р-д’Айи́ (фр. Bernières-d’Ailly) — коммуна во Франции, находится в регионе Нижняя Нормандия. Департамент коммуны — Кальвадос. Входит в состав кантона Морто-Кулибёф. Округ коммуны — Кан.
Код INSEE коммуны — 14064.

## Население
Население коммуны на 2010 год составляло 258 человек.
| 1962 | 1968 | 1975 | 1982 | 1990 | 1999 | 2010 |
| ---- | ---- | ---- | ---- | ---- | ---- | ---- |
| 211  | 210  | 182  | 201  | 229  | 212  | 258  |

## Экономика
В 2010 году среди 169 человек трудоспособного возраста (15—64 лет) 133 были экономически активными, 36 — неактивными (показатель активности — 78,7 %, в 1999 году было 67,6 %). Из 133 активных жителей работали 115 человек (72 мужчины и 43 женщины), безработных было 18 (4 мужчины и 14 женщин). Среди 36 неактивных 11 человек были учениками или студентами, 7 — пенсионерами, 18 были неактивными по другим причинам.